# ماكسيمو غاميز
ماكسيمو غاميز (بالإسبانية: Maximo Gámez)‏ هو لاعب كرة قدم نيكاراغوي، ولد في 28 نوفمبر 1989 في أكوتال ‏ في نيكاراغوا. شارك مع منتخب نيكاراغوا لكرة القدم. أما مع النوادي، فقد لعب مع Deportivo Ocotal ‏.

## وصلات خارجية
- ماكسيمو غاميز على موقع الاتحاد الدولي (مؤرشف)  (الإنجليزية)
- ماكسيمو غاميز على موقع قاعدة بيانات كرة القدم.إي يو (الإنجليزية)
- ماكسيمو غاميز على موقع ناشيونال فوتبول تيمز (الإنجليزية)